# 2005 no futebol
Lista dos campeões de futebol dos principais campeonatos do mundo em 2005:

## América do Sul

### Nacionais
| País      | Campeão                  |
| --------- | ------------------------ |
| Argentina | A - Newell's Old Boys    |
| Argentina | C - Vélez Sarsfield      |
| Bolívia   | A - Blooming             |
| Bolívia   | C - Bolívar              |
| Brasil    | Corinthians              |
| Chile     | A - Unión Española       |
| Chile     | C - Universidad Católica |
| Colombia  | A - Atlético Nacional    |
| Colombia  | C - Deportivo Cali       |
| Equador   | A - LDU Quito            |
| Equador   | C - El Nacional          |
| Paraguai  | Cerro Porteño            |
| Peru      | Sporting Cristal         |
| Uruguai   | Nacional                 |
| Venezuela | Unión Maracaibo          |

1-Os campeonatos: Paraguaio, Peruano, Uruguaio e Venezuelano possuem o torneio apertura/clausura valendo apenas como um turno do campeonato, ocorrendo a final do campeonato entre o vencedor do clausura com o vencedor do apertura. O vencedor da final é declarado o único campeão nacional.

2-Os campeonatos: Argentino, Bolíviano, Colômbiano e Chileno possuem o torneio apertura/clausura, considerando os dois vencedoras como campeões nacionais.
3-O campeonato Brasileiro é disputado em turno e returno, sendo declarado o campeão aquele que somar o maior número de pontos.
4-Em 2005, o campeonato equatoriano teve dois campeões (apertura/clausura)

### Continentais
| Campeonato                   | Campeão      |
| ---------------------------- | ------------ |
| Copa Libertadores da América | São Paulo    |
| Copa Sul-Americana           | Boca Juniors |
| Recopa Sul-Americana         | Boca Juniors |

5-A Recopa Sul-Americana é referente aos campeões da Copa Libertadores, e Copa Sul-Americana do ano anterior.

## Europa

### Nacionais
| País                               | Campeão              |
| ---------------------------------- | -------------------- |
| Albânia                            | KF Tirana            |
| Alemanha                           | Bayern de Munique    |
| Andorra                            | UE Sant Julià        |
| Armênia                            | Pyunik Yerevan       |
| Áustria                            | Rapid Viena          |
| Azerbaijão                         | Neftchi Baku         |
| Bélgica                            | Club Brugge          |
| Bielorrússia                       | Shakhtsyor Salihorsk |
| Bósnia e Herzegovina               | Zrinjski Mostar      |
| Bulgária                           | CSKA Sofia           |
| Cazaquistão                        | Aktobe LenTo         |
| Chipre                             | Anorthosis Famagusta |
| Croácia                            | Hajduk Split         |
| Dinamarca                          | Brøndby              |
| Escócia                            | Rangers              |
| Eslováquia                         | Artmedia Bratislava  |
| Eslovênia                          | Gorica               |
| Espanha                            | Barcelona            |
| Estônia                            | TVMK Tallinn         |
| Finlândia                          | MyPa                 |
| França                             | Lyon                 |
| Geórgia                            | Dinamo de Tbilisi    |
| Gibraltar                          | Lincoln              |
| Gozo                               | Għajnsielem          |
| Grécia                             | Olympiacos           |
| Holanda                            | PSV Eindhoven        |
| Hungria                            | Debrecen             |
| Ilha de Man                        | Saint Georges        |
| Ilha Guernsey                      | Sylvains             |
| Ilha Jersey                        | Jersey Scottish      |
| Ilhas Faroe                        | B36 Tórshavn         |
| Ilhas Orkney                       | Thorfinn             |
| Ilhas Scilly                       | Garrison Gunners     |
| Ilhas Shetland                     | Delting              |
| Inglaterra                         | Chelsea              |
| Irlanda                            | Cork City            |
| Irlanda do Norte                   | Glentoran            |
| Islândia                           | FH Hafnarfjörður     |
| Israel                             | Maccabi Haifa        |
| Itália                             | Juventus             |
| Kosovo                             | Besa FK              |
| Letônia                            | Liepajas Metalurgs   |
| Liechtenstein                      | Vaduz                |
| Lituânia                           | Ekranas Panevezys    |
| Luxemburgo                         | F91 Dudelange        |
| Macedônia                          | Rabotnicki Kometal   |
| Malta                              | Sliema Wanderers     |
| Modávia                            | Sheriff Tiraspol     |
| Noruega                            | Vålerenga            |
| País de Gales                      | The New Saints       |
| Polônia                            | Wisla Cracóvia       |
| Portugal                           | Benfica              |
| República Checa                    | Sparta Praga         |
| República Turca do Chipre do Norte | Çetinkaya Türk Gücü  |
| Romênia                            | Steaua Bucareste     |
| Rússia                             | CSKA Moscou          |
| San Marino                         | Domagnano            |
| Sérvia e Montenegro                | Partizan Belgrado    |
| Suécia                             | Djurgardens          |
| Suíça                              | Basel                |
| Turquia                            | Fenerbahçe           |
| Ucrânia                            | Shakhtar Donetsk     |

1-O título conquistado pela Juventus em 2005 foi revogado em função do escandalo da arbitragem no futebol italiano, no entanto, a equipe ainda tenta conseguir de volta nos tribunais o campeonato conquistado.

### Continentais
| Campeonato                | Campeão     |
| ------------------------- | ----------- |
| Liga dos Campeões da UEFA | Liverpool   |
| Copa da UEFA              | CSKA Moscou |
| Supercopa Europeia        | Liverpool   |

## América do Norte

### Nacionais
| País                     | Campeão                   |
| ------------------------ | ------------------------- |
| Anguilha                 | Roaring Lions             |
| Antígua e Barbuda        | Bassa                     |
| Antílhas Holandesas      | C & D Barber              |
| Aruba                    | SV Britannia              |
| Bahamas                  | Caledonia Celtic          |
| Barbados                 | Notre Dame                |
| Belize                   | Juventus Orange Walk      |
| Bermudas                 | Devonshire Cougars        |
| Costa Rica               | Alajuelense               |
| Cuba                     | Villa Clara               |
| Dominica                 | Dublanc Strikers          |
| El Salvador              | A - CD FAS                |
| El Salvador              | C - CD FAS                |
| Estados Unidos e Canadá  | Los Angeles Galaxy        |
| Granada                  | ASOMS Paradise            |
| Groelândia               | B-67 Nuuk                 |
| Guadalupe                | AS Gosier                 |
| Guatemala                | A - Municipal             |
| Guatemala                | C - Municipal             |
| Guiana                   | Georgetown Conquerors     |
| Guiana Francesa          | ASC Le Geldar             |
| Haiti                    | A - AS Mirebalais         |
| Haiti                    | C - Baltimore             |
| Honduras                 | A - Marathón              |
| Honduras                 | C - Olímpia               |
| Ilhas Cayman             | Western Union             |
| Ilhas Virgens            | Positive Vibes            |
| Ilhas Virgens Britânicas | Hairoun Stars             |
| Jamaica                  | Portmore United           |
| Martinica                | Club Franciscain          |
| México                   | A - Pumas                 |
| México                   | C - América               |
| Nicarágua                | Diriangén                 |
| Panamá                   | A - Deportivo Árabe Unido |
| Panamá                   | C - CD Plaza Amador       |
| Porto Rico               | Fraigcomar                |
| República Dominicana     | Jarabacoa                 |
| Santa Lúcia              | Northern United           |
| São Cristóvão e Nevis    | Village Superstars        |
| São Martín               | Beach-Hótel               |
| São Pedro e Miquelão     | Miquelonnaise             |
| São Vicente e Granadinas | Universal Mufflers Samba  |
| Suriname                 | Robinhood                 |
| Trinidad e Tobago        | Williams Connection       |
| Turcos e Caicos          | KPMG United               |

1-As equipes do Canadá e dos E.U.A disputam a MLS

### Continentais
| Campeonato                    | Campeão         |
| ----------------------------- | --------------- |
| Liga dos Campeões da CONCACAF | Saprissa        |
| Copa Interclubes da UNCAF     | Alajuelense     |
| Campeonato de Clubes da CFU   | Portmore United |

## África

### Nacionais
| País                           | Campeão                     |
| ------------------------------ | --------------------------- |
| África do Sul                  | Kaizer Chiefs               |
| Angola                         | Sagrada Esperança           |
| Argélia                        | USM Alger                   |
| Benin                          | Dragons de l'Ouémé          |
| Botsuana                       | Township Rollers            |
| Burkina Fasso                  | Kadiogo                     |
| Burundi                        | Inter Star                  |
| Cabo Verde                     | Derby                       |
| Camarões                       | Cotonsport Garoua           |
| Chade                          | Renaissance                 |
| Comores                        | Coin Nord Mitsamiouli       |
| Congo                          | Diables Noirs               |
| Costa do Marfim                | ASEC Mimosas                |
| Djibouti                       | Compagnie Djibouti-Ethiopie |
| Egíto                          | Al-Ahly                     |
| Eritréa                        | Red Sea                     |
| Etiópia                        | Saint-George SA             |
| Gabão                          | Mangasport                  |
| Gâmbia                         | Wallidan Banjul             |
| Gana                           | Hearts of Oak               |
| Guiné                          | Satellite                   |
| Guiné-Bissau                   | Sporting de Bissau          |
| Guiné Equatorial               | Renacimento                 |
| Ilha da Ascensão               | Georgetown United           |
| Ilha de Santa Helena           | Longwood                    |
| Ilhas Maurício                 | Port-Louis 2000             |
| Lesoto                         | Likhopo Maseru              |
| Líbia                          | Al-Ittihad Trípoli          |
| Libéria                        | LPRC Oilers                 |
| Madagascar                     | USCA Foot                   |
| Malauí                         | Bullets Blantyre            |
| Mali                           | Stade Malien                |
| Marrocos                       | FAR Rabat                   |
| Mauritânia                     | ASC NASR                    |
| Mayotte                        | M'tsapéré                   |
| Moçambique                     | Ferroviário de Maputo       |
| Namíbia                        | Civics Windhoek             |
| Niger                          | AS-FNIS                     |
| Nigéria                        | Enyimba                     |
| Quênia                         | Ulinzi Stars                |
| República Centro Áfricana      | Anges de Fatima             |
| República Democrática do Congo | Motema Pembe                |
| Reunião                        | USS Tamponnaise             |
| Ruanda                         | APR FC                      |
| São Tomé e Príncipe            | Desportivo dos Operários    |
| Senegal                        | Port Autonome               |
| Serra Leoa                     | East End Lions              |
| Seychelles                     | La Passe                    |
| Somália                        | Banaadir Telecom            |
| Suazilândia                    | Mbabane Swallows            |
| Sudão                          | Al-Hilal Omdurman           |
| Tanzânia                       | Young Africans              |
| Togo                           | AS Douane                   |
| Tunísia                        | Sfaxien                     |
| Uganda                         | Police Jinja                |
| Zâmbia                         | Zanaco Lusaka               |
| Zanzibar                       | AS Polisi                   |
| Zimbabuê                       | CAPS United                 |

1-Por determinação da confederação africana de futebol, caso não aconteça um campeonato nacional num período de 5 anos, o título continua com o campeão do último campeonato oficial disputado no país. A partir de 6 anos, os títulos deixam de ser contabilizados

### Continentais
| Campeonato                    | Campeão    |
| ----------------------------- | ---------- |
| Liga dos Campeões da CAF      | Al-Ahly    |
| Copa das Confederações da CAF | FAR Rabat  |
| Supercopa Africana            | Al-Ahly    |
| Copa Interclubes da CECAFA    | Villa      |
| Copa UNIFFAC                  | Télécom    |
| Liga dos Campeões Árabes      | Al-Ittihad |

## Ásia

### Nacionais
| País                   | Campeão                      |
| ---------------------- | ---------------------------- |
| Afeganistão            | Al-Khyber                    |
| Arábia Saudita         | Al-Hilal                     |
| Bahrain                | Riffa                        |
| Bangladesh             | Mohammedan                   |
| Birmânia               | Finance and Revenue Yangon   |
| Brunei                 | QAF FC                       |
| Butão                  | Transport United             |
| Camboja                | Khamra Keila                 |
| Singapura              | Tampines Rovers              |
| China                  | Dalian Haichang              |
| Coreia do Norte        | Pyongyang City               |
| Coreia do Sul          | Ulsan Hyundai Horang-i       |
| Emirados Árabes Unidos | Al-Wahda                     |
| Filipínas              | Região da Capital Nacional   |
| Guam                   | Guam Shipyard United         |
| Hong Kong              | Sun Hei                      |
| Iémen                  | Al-Tilal                     |
| Índia                  | Dempo Sport Club             |
| Indonésia              | Persipura Jayapura           |
| Irã                    | Foolad Ahvaz                 |
| Iraque                 | Al-Quwa Al-Jawia             |
| Japão                  | Gamba Osaka                  |
| Jordânia               | Al-Wahdat                    |
| Kuwait                 | Al-Qadisiya                  |
| Laos                   | Vientiane                    |
| Líbano                 | Al-Nijmeh                    |
| Macau                  | Polícia de Segurança Pública |
| Malásia                | Perlis                       |
| Maldivas               | Victory                      |
| Mongólia               | Khoromkhon Ulaan Baator      |
| Nepal                  | Manang Marsyangdi Club       |
| Omã                    | Dhofar Salala                |
| Paquistão              | Pakistan Army                |
| Qatar                  | Al-Gharafa                   |
| Quirguistão            | Dordoy-Dinamo Naryn          |
| Síria                  | Al-Ittihad Aleppo            |
| Sri Lanka              | Saunders                     |
| Tailândia              | TTM                          |
| Taiwan                 | Ta Tung                      |
| Tajiquistão            | Vahsh Qurghonteppa           |
| Timor-Leste            | Rusa Fuik                    |
| Turcomenistão          | HTTU Ashgabat                |
| Uzbequistão            | Pakhtakor Toshkent           |
| Vietnã                 | Gach Dong Tam Long An        |

1-Em 2005 não houve a disputa do campeonato nacional da Austrália (que ainda era filiada a OFC)

### Continentais
| Campeonato                          | Campeão                  |
| ----------------------------------- | ------------------------ |
| Liga dos Campeões da AFC            | Al-Ittihad               |
| Copa da AFC                         | Al-Faysali               |
| Copa dos Presidentes da AFC         | Regar-Tad AZ Tursun-Zade |
| Liga dos Campeões Árabes            | Al-Ittihad               |
| Copa dos Campeões do Leste Asiático | Suwon Samsung Bluewings  |
| Copa do Golfo                       | Al-Qadisiya              |

## Oceania

### Nacionais
| País                    | Campeão              |
| ----------------------- | -------------------- |
| Fiji                    | Ba                   |
| Havaí                   | HPU White            |
| Ilhas Cook              | Sokattack Nikao      |
| Ilhas Marianas do Norte | Red Rocks Saipan     |
| Ilhas Salomão           | Marist               |
| Kiribati                | Tarawa Toyota Motors |
| Niue                    | Talava               |
| Nova Caledônia          | AS Magenta           |
| Nova Zelândia           | Auckland City        |
| Palau                   | Team Bangladesh      |
| Papua Nova Guiné        | Sobou Football Club  |
| Samoa                   | Tuanaimoto Breeze    |
| Samoa Americana         | PanSa Soccer Club    |
| Taiti                   | AS Tefana            |
| Tonga                   | Lotoha'apai          |
| Tuvalu                  | Funafuti Athletic    |
| Vanuatu                 | Tafea                |

### Continentais
| Campeonato               | Campeão   |
| ------------------------ | --------- |
| Liga dos Campeões da OFC | Sydney FC |

## Mundial Interclubes
| Campeão Mundial de Clubes de 2005 |
| --------------------------------- |
| SÃO PAULO FC 3° Título            |